# HRT F111
De HRT F111 is een Formule 1-auto, die in 2011 wordt gebruikt door het Formule 1-team van HRT.

## Onthulling
Op 8 februari werden er computer-tekeningen van de F111 online gezet. De echte wagen werd echter pas op 11 maart 2011 onthuld, op het circuit van Catalonië in Spanje.

## Technisch
| Details         | Details                                | Details |
| --------------- | -------------------------------------- | ------- |
| Ontwerper       | Geoff Willis                           |         |
| Motor           | Cosworth 2400 cc V8 (90°)              |         |
| Chassis         | Koolstofvezel en honingraatcomposieten |         |
| Versnellingsbak | 7-traps semi-automaat                  |         |
| Gewicht         | 640 kg                                 |         |
| Brandstof       | BP                                     |         |
| Banden          | Pirelli                                |         |

Red Bull RB7 ·
McLaren MP4-26 ·
Ferrari 150° Italia ·
Mercedes MGP W02 ·
Renault R31 ·
Williams FW33 ·
Force India VJM04 ·
Sauber C30 ·
Toro Rosso STR6 ·
Lotus T128 ·
HRT F111 ·
Virgin MVR-02